# Edmund Skoczylas
Edmund Skoczylas (ur. 29 listopada 1932 w Skrzynnie, zm. 18 czerwca 2017 w Śremie) – polski rolnik i polityk, poseł na Sejm PRL VIII i IX kadencji.

## Życiorys
Syn Józefa i Bronisławy. W 1959 wstąpił do Polskiej Zjednoczonej Partii Robotniczej. W 1960 ukończył Wyższą Szkołę Rolniczą we Wrocławiu, a następnie podjął pracę w Państwowym Gospodarstwie Rolnym w Buczku Wielkim. W 1961 został kierownikiem w Inspektoracie Państwowych Gospodarstw Rolnych w Kępnie, w 1967 dyrektorem w Kombinacie PGR Laski, a w 1976 dyrektorem Kombinatu PGR Gola w województwie leszczyńskim. W 1978 uzyskał stopień naukowy doktora nauk rolniczych. W 1981 objął mandat posła na Sejm PRL VIII kadencji w okręgu Leszno. Zasiadał w Komisji Rolnictwa i Przemysłu Spożywczego, Komisji Nadzwyczajnej do rozpatrzenia projektu ustawy o Radach Narodowych i Samorządzie Terytorialnym, Komisji Nadzwyczajnej do rozpatrzenia projektu ustawy Konstytucyjnej o Przedłużeniu Kadencji oraz w Komisji Administracji, Gospodarki Przestrzennej i Ochrony Środowiska. W 1985 uzyskał reelekcję, kandydując w tym samym okręgu. Zasiadał w Komisji Administracji, Spraw Wewnętrznych i Wymiaru Sprawiedliwości, Komisji Odpowiedzialności Konstytucyjnej, Komisji Nadzwyczajnej do rozpatrzenia projektów ustaw zmieniających przepisy dotyczące rad narodowych i samorządu terytorialnego oraz w Komisji Nadzwyczajnej do rozpatrzenia projektu ustawy o mieniu komunalnym. Ponadto latach 1980–1984 przewodniczący prezydium Wojewódzkiej Rady Narodowej w Lesznie. Prowadził lub współprowadził kilka gospodarstw rolnych, ostatnio (od 2003) był prezesem rolno-hodowlanego gospodarstwa w Pijanowicach.
Pochowany na cmentarzu parafialnym w Gostyniu.

## Odznaczenia
- Krzyż Komandorski Orderu Odrodzenia Polski
- Krzyż Kawalerski Orderu Odrodzenia Polski
- Złoty Krzyż Zasługi
- Srebrny Krzyż Zasługi